# Kajrat Aszyrbiekow
Kajrat Abichanowicz Aszyrbiekow (ur. 21 października 1982 w Szymkencie) – piłkarz kazachski, w latach 2000–2019 występujący na pozycji lewego pomocnika.

## Kariera klubowa
Aszyrbiekow jest wychowankiem klubu z rodzinnego miasta Szymkentu o nazwie Sintez Szymkent. Grał tam w drużynie młodzieżowej, a następnie klub ten zmienił nazwę na Dostyk Szymkent i w jego barwach Kazach zadebiutował w Superlidze. W 2001 roku znów zmienił klub i tym razem przeniósł się do FK Tarazu. Był w nim podstawowym zawodnikiem, jednak nie zdobył żadnego gola, a do tego zespół zajmując 15. pozycję spadł z ligi. 
Na początku 2002 roku Aszyrbiekow podpisał kontrakt z Aktöbe-Lento Aktöbe. Od początku sezonu był podstawowym zawodnikiem klubu i zadebiutował w nim 28 kwietnia w wygranym 2:1 wyjazdowym meczu z Wostokiem Ałtyn Öskemen. W 2003 roku z Aktobe zajął 5. miejsce, a w 2004 już 4. W 2005 roku Aszyrbiekow był jednym z czołowych zawodników zespołu i jednym z twórców największego sukcesu w historii klubu, czyli zdobycia mistrzostwa Kazachstanu, a on sam z 15 golami na koncie stał się najlepszym strzelcem mistrzowskiego zespołu. W 2006 wystąpił w eliminacjach do Ligi Mistrzów, a jego klub odpadł po dwumeczu z Liepājas Metalurgs. W rozgrywkach ligowych wywalczył za to wicemistrzostwo kraju.
W 2008 roku Aszyrbiekow przeszedł do Szachtioru Karaganda, gdzie grał przez rok. W 2009 roku był piłkarzem Łokomotiwu Astana, a w 2010 roku podpisał kontrakt z Ordabasy Szymkent, w którym zakończył karierę w 2019.
| Sezon | Klub                | Kraj       | Rozgrywki     | Mecze | Bramki |
| ----- | ------------------- | ---------- | ------------- | ----- | ------ |
| 2000  | Dostyk Szymkent     | Kazachstan | Priemjer-Liga | 17    | 2      |
| 2001  | FK Taraz            | Kazachstan | Priemjer-Liga | 28    | 0      |
| 2002  | Aktöbe-Lento Aktöbe | Kazachstan | Priemjer-Liga | 26    | 3      |
| 2003  | Aktöbe-Lento Aktöbe | Kazachstan | Priemjer-Liga | 30    | 4      |
| 2004  | Aktöbe-Lento Aktöbe | Kazachstan | Priemjer-Liga | 22    | 10     |
| 2005  | FK Aktöbe           | Kazachstan | Priemjer-Liga | 25    | 15     |
| 2006  | FK Aktöbe           | Kazachstan | Priemjer-Liga | 17    | 1      |
| 2007  | FK Aktöbe           | Kazachstan | Priemjer-Liga | 21    | 2      |
| 2008  | Szachtior Karaganda | Kazachstan | Priemjer-Liga | 21    | 2      |
| 2009  | Łokomotiw Astana    | Kazachstan | Priemjer-Liga | 11    | 2      |
| 2010  | Ordabasy Szymkent   | Kazachstan | Priemjer-Liga | 26    | 3      |
| 2011  | Ordabasy Szymkent   | Kazachstan | Priemjer-Liga |       |        |

## Kariera reprezentacyjna
W reprezentacji Kazachstanu Äszyrbekow zadebiutował w 2006 roku i stał się członkiem zespołu walczącego w eliminacjach do Euro 2008. Był jednym z głównych autorów dużej niespodzianki, gdy 24 marca 2007 Kazachstan pokonał na własnym boisku faworyzowaną Serbię 2:1, a Kajrat zdobył pierwszego gola w tym spotkaniu.